# شورلق
شورلق(شورلخ)، از روستاهای بخش مرزداران شهرستان سرخس در استان خراسان رضوی است. بنیانگذار روستا علی خان قلی خیر بوده است.  براساس سرشماری سال ۱۳۸۵خ جمعیت آن ۹۰ خانوار و ۴۱۲ نفر است.

## موقعیت
شورلق در ۵۴ کیلومتری جنوب غربی شهر سرخس و در حاشیه جاده سرخس – مشهد و رودخانه کشف رود قرار دارد. ارتفاع آن از سطح دریا ۶۰۰ متر و آب و هوای آن معتدل و خشک کوهستانی است.

## مردمشناسی
شورلق دارای یک رودخانۀ فصلی به نام رودخانۀ شورلق است که این رودخانه در ادامۀ مسیر کوتا، به کشف رود متصل می‌شود. شغل مردم این روستا کشاورزی و دامداری است. محصولات عمدۀ این روستا گندم و جو و کشاورزی به صورت دیم می‌باشد.